# Isotonie
«  Isotonique » redirige ici. Ne pas confondre avec Isotone.
En chimie, l'isotonie est l'égalité des concentrations en solutés de part et d'autre d’une membrane semi-perméable.
Cette notion est particulièrement importante en biologie cellulaire. Elle peut concerner le milieu intracellulaire (le cytoplasme vis-à-vis du milieu extracellulaire), ou bien l'intérieur d'un organite vis-à-vis du cytoplasme.
- Dans le contexte d'une cellule, les milieux intracellulaire et extracellulaire sont séparés par une membrane plasmique, qui est semi-perméable, puisque tous les solutés ne peuvent diffuser passivement vers le cytoplasme. Pour les solutés qui ne peuvent traverser passivement la membrane plasmique, s'applique alors le phénomène d'osmose. L'eau va diffuser vers le compartiment (intracellulaire ou extracellulaire) qui est le plus concentré pour diluer le soluté qui ne peut traverser la membrane plasmique et pour remédier à la différence de concentrations en soluté qui existe de part et d'autre de la membrane.
- Une solution à l'intérieur d'un organite est isotonique par rapport au milieu intracellulaire si elle contient une quantité de solutés dissous égale à celle du cytoplasme. Chez les humains et la plupart des autres mammifères, une solution isotonique correspond à 0,9 % en poids (ou 9 g/l) de chlorure de sodium en solution aqueuse. Cette solution, appelée solution ou sérum physiologique, est en général administrée par voie intraveineuse.

La référence biologique de la notion d'isotonie repose sur le comportement de globules rouges dans une solution. Il ne faut pas confondre isotonie et isosmolarité. En particulier, si dans une solution il y a des solutés qui peuvent franchir passivement la membrane du globule rouge, leur concentration s'égalise de part et d'autre de cette membrane et ils ne participent pas aux phénomènes osmotiques. Par exemple, une solution qui contient 75 mmol/l de NaCl (soit 75 mmol/l de Na+ et 75 mmol/l de Cl−) et 150 mmol/l d'urée sera isosmolaire au plasma sanguin mais hypotonique parce que l'urée diffuse dans la cellule.
- Dans une solution hypotonique, les globules rouges deviennent turgescents et finissent par éclater (on mesure ainsi la résistance globulaire).
- Dans une solution hypertonique, les globules rouges se déshydratent et deviennent crénelés.
- Dans une solution isotonique, les globules rouges demeurent inchangés.